# Mazzarrone

Localització de Mazzarrone a Catània

Mazzarrone (sicilià Mazzarruni) és un municipi italià, dins de la ciutat metropolitana de Catània. L'any 2008 tenia 3.852 habitants. Limita amb els municipis d'Acate (RG), Caltagirone, Chiaramonte Gulfi (RG) i Licodia Eubea.

## Administració
| Període | Identitat     | Partit       |
| ------- | ------------- | ------------ |
| 2007-   | Enzo Giannone | Forza Italia |